# Emília Palau Montolio
Emília Palau Montolio   (Barcelona, 18 de novembre de 1903 - Barcelona, 26 de juliol de 1980) fou una pianista catalana.

## Biografia
Filla de Josep Palau Oró i de Luisa Montolio Sánchez, era la quarta d’una família de set germans, que perdé molt aviat el pare. Aviat va mostrar dots per la música i pogué estudiar al Conservatori Municipal de Barcelona i a l’Acadèmia Ainaud, on va tenir  professor Ricard Vives. Alumna precoç, obtingué el primer premi de piano de l’Acadèmia Ainaud (1911), quan només tenia set anys i acabà la carrera essent encara una adolescent.
Va fer concerts a Lleida i a Barcelona, al Casal Nacional Sagrerenc (1919) i al Teatre Viñes (1923). A Lleida formà part del Trio Hispania, que tocava al Cafè España.
L’any 1924 es va casar amb el metge Antonio Salazar i va abandonar la seva carrera professional per dedicar-se a col·laborar amb el seu marit. Residí al Perú i a l’Àfrica, i el 1936 s’instal·là primer a Roses i després a Figueres. A finals dels anys seixanta passà a residir de nou a Barcelona.
En els anys següents va continuar la seva activitat pianística en privat i les seves actuacions  quedaren reduïdes a alguns concerts benèfics. En aquests anys va ser professora de la pianista Carme Vilà. Al 1952 va contribuir a fundar a Figueres l’Associació de Música de Figueres, que amb el temps es transformaria en l’associació Joventuts Musicals.
El seu ha estat proposat per donar nom a un carrer de Figueres.